# Heinrich Bachmann (Fussballspieler)
Heinrich «Enrico» Bachmann (* 30. Oktober 1888 in Turbenthal; † 4. November 1980 in Ventimiglia, Italien) war ein Schweizer Fussballspieler und -trainer.

## Karriere

Bachmann auf dem Meisterbild des FCW von 1908 (mittlere Reihe, rechts)

Heinrich Bachmann begann seine Karriere beim FC Winterthur im linken Mittelfeld, mit dem er 1907/08 Schweizer Meister wurde. Eineinhalb Jahre nach dem Meistertitel wechselte er zum FBC Torino nach Italien, wo ein Jahr zuvor bereits der Winterthurer Stürmer Georges Lang und auch der Torhüter Karl Arbenz hinwechselten. Für zwei Jahre folgte ihm auch sein Bruder, Adolf Bachmann, in Turin Bachmann II bzw. Adolpho genannt, nach Italien und erzielte dort von 1910 bis 1912 in 31 Spielen 17 Tore.
Im Gegensatz zu den anderen Winterthurern blieb Heinrich Bachmann jedoch in Turin und sicherte sich dort seinen Platz in den Annalen des Vereins. Als Friedrich Bollinger 1914 Turin verliess, wurde er neuer Kapitän der Mannschaft. Abgesehen von einem Ausflug zu Inter Mailand in der Saison 1917/18 spielte er bis zu seinem Karriereende in Turin, wobei es während des Ersten Weltkrieges keinen Spielbetrieb gab. Als er am 27. Januar 1924 gegen den Pisa SC sein letztes Spiel für Turin bestritt, hatte er insgesamt 163 Spiele für den Turiner Stadtverein bestritten und 18 Tore erzielt. Während seiner Karriere war Bachmann die ganze Zeit Amateursportler und erhielt keinen Lohn, wurde jedoch in Turin in der Fabrik des Schweizer Vereinsgründer Alfredo Dick beschäftigt. Nach seinem Karriereende war er weiter in verschiedenen Funktionen im Verein tätig, unter anderem 1926 als Trainer.
Von 1932 bis 1937 war Bachmann während fünf Jahren noch bei weiteren Fussballvereinen als Trainer tätig. Darunter von 1934 bis 1936 bei der AC Siena, mit denen er 1935 den Aufstieg in die zweithöchste italienische Liga meisterte.
Bachmann verstarb mit 92 Jahren in Ventimiglia, einem italienischen Küstenort nahe der französischen Grenze.